# Selma Lagerlöf
Selma Ottilia Lovisa Lagerlöf /ˈsɛlma ʊˈtiːlɪa lʊˈviːsa ˈlɑːgərˌløːv/, también escrito como Selma Lagerlof o Selma Lagerloef (Mårbacka, provincia de Värmland, Suecia meridional, 20 de noviembre de 1858-Mårbacka, 16 de marzo de 1940), fue una escritora sueca de fama universal y la primera mujer en obtener un Premio Nobel de Literatura (1909).

## Niñez y adolescencia
Selma Lagerlöf nació el 20 de noviembre de 1858 en Mårbacka, una propiedad de sus padres en el municipio Sunne, en la provincia de Värmland. Fue la cuarta de los cinco hijos de Louise Wallroth y del teniente Erik Gustaf Lagerlöf.
Posiblemente sufrió de displasia infantil de la cadera, sin recibir tratamiento, lo que le hizo llevar una vida más bien sedentaria en su niñez, favoreciendo su natural afición a la lectura. A los 7 años de edad leyó el libro de Thomas Mayne-Reid Oceola, y quedó tan impresionada que, se dice, tomó la decisión de ser algún día escritora. 
A los 10 años había leído la Biblia y comenzó a familiarizarse con las obras de H.C. Andersen, los Hermanos Grimm, Esaías Tegnér, Carl Michael Bellman, Alexandre Dumas (padre), Walter Scott, etc. Más tarde, en la adolescencia, leyó a William Shakespeare, Lord Byron y Johann Wolfgang von Goethe.
Cumplidos los 12 años, escribió un largo poema sobre Mårbacka, iniciando así su carrera literaria. Tres años más tarde fue enviada a Estocolmo a terminar sus estudios (1873); este período lo refleja en su obra Diario. A estas alturas, ya era claro que no le interesaban los quehaceres domésticos, según sus propias palabras: «además de ser torpe en la cocina y peor en el bordado».
La situación económica familiar era muy mala, al igual que la salud del padre. Su hermano Johan había asumido la responsabilidad por la familia y luchaba, casi desesperadamente, en la producción agrícola de Mårbacka, con magros resultados. Selma entendió que debía aprender alguna profesión para poder mantenerse por sí misma. Eligió la docencia, pero no encontró la manera de financiar el aprendizaje. Johan le apoyó, y a pesar de no tener dinero para darle, le consiguió un préstamo con el cual ella pudo comenzar los estudios, regresando a Estocolmo para estudiar Docencia en 1881. Primero en el Liceo Sjöberg para Señoritas y al año siguiente postulando e ingresando en el Real Seminario Superior para Estudios Docentes, una universidad para jóvenes y talentosas damas. El ser mayor que sus compañeras le dio una posición distinta, ya que la consideraban más madura; además se hizo popular por sus sonetos y poemas.

### Hermanos
Anna, la primera hermana, murió muy joven víctima de la tuberculosis, en 1875.
Daniel se graduó como médico en la Universidad de Upsala y, después de trabajar durante un año en el hospital de Lidköping, se trasladó a Kungälv, donde Selma le visitó muchas veces.
Johan, se hizo cargo de Mårbacka a la muerte del padre, pero la coyuntura económica de la Suecia de entonces le arruinó y le hizo decidirse en 1890 a emigrar a Estados Unidos, al no poder evitar el remate de la propiedad. Fue él quien consiguió el préstamo en 1881 para los estudios de Selma. Ella le estuvo agradecida toda su vida por ello, y para retribuirle le compró con parte de su salario un pasaje de ida cuando trabajaba de profesora en Landskrona. En 1895, compró los pasajes para el resto de la familia. A Johan le fue mal en EE. UU. y Selma le siguió ayudando económicamente hasta su muerte, en 1912. De su descendencia se perdió el rastro. Su primera novela editada, El desagravio, está inspirada en su vida. 
Su hermana menor, Gerda, se casó y se trasladó a vivir a la ciudad de Falun.

## Landskrona: de maestra a escritora
Un día de otoño de 1885, la flamante maestra de 26 años descendió del tren en la estación de Landskrona, para iniciar su nueva carrera en la escuela primaria para niñas de dicha ciudad. Atrás quedaba su querida Mårbacka y la pena de ver morir a su padre en el verano del mismo año.
Poseedora de una personalidad introvertida pero afable, no tardó en hacer su primera amiga, Anna Oom, que enseñaba en la misma escuela. También inició amistad con Elise Malmros, una empleada bancaria interesada en cuestiones sociales y feministas. A través de ella conocería la vida real de la pequeña ciudad costera: la pobreza, el alcoholismo, la discriminación hacia la mujer y la ignorancia, que dejarían huella en su futura carrera literaria. Esta amistad sería de por vida. Ella sería también el modelo para su novela La anciana Agneta.
Su vida como maestra se fue desarrollando junto a su afición literaria. Llegó a ser muy popular entre las alumnas por sus amenas y cautivantes lecciones. También empezó a escribir artículos para el periódico y la iglesia locales. La cercanía de Copenhague y su vida cultural atrajeron su interés, y las visitas fueron frecuentes, lo que le permitió hacer nuevas amistades.
En otoño de 1886 recibió una carta de Estocolmo, y según sus propias palabras: «Cuando leí un par de líneas, comenzaron mis manos a temblar y las letras a bailar ante mis ojos». La carta estaba firmada por la principal figura del movimiento [feminista] sueco, Sophie Adlersparre, y la invitaba a visitarla. Sus antiguas compañeras del Real Seminario habían enviado algunos de sus sonetos a la revista literaria femenina Dagny y habían despertado su interés en la talentosa maestra. La visita fructificó para Selma, al obtener una guía literaria y una importante amistad. La baronesa Adlersparre la convenció para que desarrollara su obra en prosa.

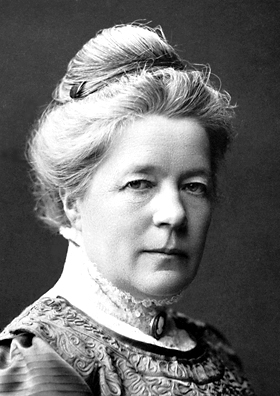
Selma Lagerlöf en 1909.

En 1888 recibió la triste noticia de que la propiedad Mårbacka saldría a subasta para pagar las deudas pendientes. Este fue un duro golpe para ella y para su familia, ya que se vieron forzados a dispersarse. Selma se hizo cargo de su tía paterna Lovisa y la llevó a vivir con ella a Landskrona. La joven profesora, además, se hizo el firme propósito de recuperar algún día la propiedad familiar.
También por ese tiempo, el periódico cultural Idun ofreció un premio de 500 coronas a la mejor novela. Esta cantidad, que correspondía a medio año de su salario, le interesó muchísimo y le animó a enviar cinco capítulos de su obra La saga de Gösta Berling al periódico.
Como era de esperar, ganó el concurso y lo puso en conocimiento de Sophie Adlersparre. La baronesa le respondió entusiasmada, y le consiguió además una beca para que se tomara un tiempo libre de la escuela y se dedicara a tiempo completo a terminar la obra. El libro se publicó en 1891, pero tuvo un tibio recibimiento. El extraño relato sobresalía un tanto localista.
Dos años después, su amiga Anna Oom escribiría la primera reseña de su novela La saga de Gösta Berling en el diario de Landskrona, pero no despertó mayor interés. Selma creyó entonces que su carrera literaria había terminado. Pero el reconocimiento le llegaría a través del movimiento feminista, y del otro lado del Öresund.
Dos damas danesas, Ida Falbe-Hansen, que había traducido su obra al danés, y Sophie Alberti, de la Asociación Femenina de Lectoras, ambas amigas de Selma, le aconsejaron presentar su libro al destacado crítico literario Georges Brandes. Unos días después apareció una brillante reseña en el periódico Politiken, desencadenando el anhelado interés entre los lectores de Dinamarca. Esto significó el comienzo de una nueva etapa en la vida de Selma Lagerlof. 
Con tristeza, decidió, en 1897, terminar su carrera en Landskrona y mudarse junto a su anciana tía Lovisa a la ciudad de Falun, donde residían su madre y su hermana Greta. En el tiempo que residió en Landskrona había escrito su primera novela, La saga de Gösta Berling, la colección de cuentos Lazos invisibles y la novela Una aventura en Vineta.

## La saga de Gösta Berling
La novela de Lagerlöf, ambientada en su provincia natal de Värmland, cuenta la historia de una granja que es salvada de la ruina por un grupo de aventureros autodenominados "Los Caballeros de Ekeby" que la defienden del malvado Sintram. Entre los doce temerarios jinetes se encuentra el joven Gösta, héroe de la saga. Su atractiva personalidad encanta a todos. Gösta logra casarse con su amada, la condesa Elizabeth, a quien su marido había abandonado, y, mediante la benéfica influencia de la muchacha y su denodado esfuerzo, el caballero consigue por fin vivir en paz y armonía. La saga de Gösta y los caballeros fue llevada al cine en un film homónimo de 1924, dirigido por Mauritz Stiller y protagonizado por Greta Garbo.

### Otros textos

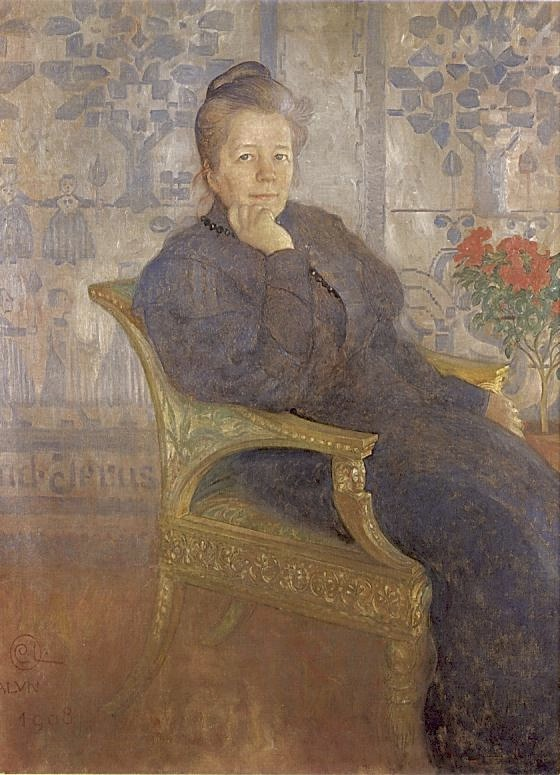
Selma Lagerlöf (óleo de Carl Larsson, 1908).

A partir de La leyenda de Gösta Berling, Lagerlöf disfrutó de una larga serie de éxitos. En 1894 publicó un libro de relatos cortos, Lazos invisibles (Osynliga länkar), que le valió la celebridad a nivel nacional. 
Durante ese mismo año, Selma conoció a su colega Sophie Elkan, en quien encontró su alma gemela, que se convertiría en su pareja hasta su fallecimiento y cuya biografía Lagerlöf dejaría inconclusa al morir. Una selección de la ingente e interesantísima correspondencia enviada por Selma, fue recogida en el libro Tú me enseñas a ser libre (Du lär mig att bli fri), publicado en 1992.
Los éxitos de público y crítica llamaron la atención del rey Oscar II de Suecia y Noruega y de la Academia Sueca, a tal punto que ambos decidieron resolver los problemas financieros de la escritora para que pudiese dedicarse enteramente a escribir. Así pudo la novelista establecerse en Falun, donde pasaría la mayor parte de su vida.
Después de viajar con Sophie Elkan a Italia y Sicilia, Selma publicó otra novela de éxito, titulada Los milagros del Anticristo (Antikrists mirakler), una novela socialista ambientada en la isla italiana que acababa de visitar. Después de un viaje por Egipto (1899-1900) que le inspiró grandes ideas, escribió Jerusalén: en Dalecarlia (Jerusalem: i Dalarne) (1901) y Jerusalén: en la Tierra Santa (Jerusalem: i det heliga landet) (1902), que rápidamente la establecieron como la novelista sueca más vendida, leída y respetada. 
Se trata de dos colecciones de cuentos ambientados alrededor de 1890, que relatan los efectos destructivos de un "renacimiento" religioso entre los miembros de una comunidad rural ubicada en la provincia de Dalecarlia. Una familia, los Ingmars de Ingmarsson, deciden vender su granja familiar a efectos de poder realizar una peregrinación a Jerusalén. Un miembro de la familia, viendo que el futuro de todos está en peligro, decide sacrificarse por sus parientes: renunciando al amor de toda su vida, seduce y se casa con una rica heredera, con cuyo dinero logra salvar las tierras de su heredad pero, obviamente, pierde en el proceso su felicidad.
Siguiendo el ejemplo de su personaje, Selma Lagerlöf consiguió, en 1904, volver a comprar el hogar de su infancia en Mårbacka, que su madre se había visto obligada a vender en 1880 al quedar viuda y sin recursos.

### El Premio Nobel

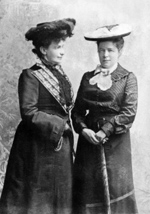
Selma Lagerlöf y Sophie Elkan, a la izquierda, en 1894.

En 1909, la Academia Sueca decidió conceder a Selma Lagerlöf el Premio Nobel de Literatura, «en reconocimiento al altivo idealismo, la vívida imaginación y la percepción espiritual que caracterizan a todas sus obras». Lagerlöf se convertía de este modo en la primera mujer en recibir un Nobel de Literatura.
El discurso de presentación del premio fue leído por el presidente de la Academia, Claes Annerstedt, el 10 de diciembre de ese año, y, entre otros elogios, remarcaba el «retrato totalmente original de la vida campesina» que era capaz de dibujar la prosa de la autora, así como "«la pureza de su dicción, la claridad de la expresión y la bella musicalidad que son características de todos sus escritos».
"La grandeza de su arte", concluye el académico, "consiste precisamente en su habilidad para utilizar tanto su corazón como su genio para lograr el peculiar y original carácter y las actitudes de sus personajes, en los cuales todos nosotros nos reconocemos".
1899, Drottningar i Kungahälla (“Reinas en Kungahälla”). Cuentos.
1901, Jerusalem: I Dalarne (“Jerusalén: En Dalecarlia”) Tomo I. Novela.
1902, Jerusalem: I Heliga Landet (“Jerusalén: En Tierra Santa”) Tomo II. Novela.
1904, Herr Arnes penningar (“El dinero del señor Arne”), traducida como “El Tesoro”. Traducida en 1997 por Miguel Benito con el título “Las monedas de don Arne”. Novela.
1904, Kristuslegender ("Leyendas de Cristo"). Cuentos.
1906, Nils Holgerssons underbara resa genom Sverige. Första delen.(“El maravilloso viaje de Nils Holgersson a través de Suecia. Primera parte”), traducida como El maravilloso viaje de Nils Holgersson. Libro escolar.

### Kipling y Lagerlöf
A pesar de la gran calidad literaria de todas las obras mencionadas, sin duda la más conocida de Lagerlöf es El maravilloso viaje de Nils Holgersson (Nils Holgerssons underbara resa genom Sverige) inspirado por los cuentos de animales de Rudyard Kipling y encargado por el Consejo de Educación sueco para enseñar a los niños la geografía del país.
Se trata de la historia de un muchacho de 14 años, Nils, el cual, debido a su carácter egoísta, es hechizado por un duende que lo convierte en un niño de un palmo de altura. A lomos de un ganso blanco doméstico que se une a una bandada de gansos grises salvajes en su migración anual al norte, Nils visita Laponia y viaja a lo largo y a lo ancho de toda Suecia. Observando la conducta de los componentes de la bandada, Nils Holgersson comprende sus errores anteriores, aprende solidaridad y se rehabilita de su pereza y egocentrismo. De fuerte tono moral, la novela enseña el amor por la naturaleza a la vez que la geografía, la cultura, la mitología y las costumbres del país escandinavo. El efecto final está tan bien logrado, que cuando el literato japonés Kenzaburō Ōe viajó a Estocolmo en 1994 para recibir su propio Premio Nobel de Literatura e invirtió su tiempo libre en recorrer el país, manifestó que, de niño, había leído muchas veces la novela de Lagerlöf y que todo era tan idéntico a las descripciones del libro, que le parecía estar viajando por un país que ya conocía. 
Otro rendido admirador de "El maravilloso viaje de Nils Holgersson" fue el filósofo Karl Popper, quien afirmaba que había leído y releído el libro al menos una vez al año durante toda su vida, y que lo fascinaba de tal modo que lo había impulsado a leer cada palabra escrita por Selma Lagerlöf a lo largo de toda su carrera.
Konrad Lorenz fue muy influenciado por las aventuras de Nils escritas por Lagerlof.

### "El carretero"
Selma trabajó toda su vida con un estilo narrativo que tendía a difuminar los límites entre el sueño y la realidad. Esta particular forma de fantasía, que en esta autora siempre mezcla lo sobrenatural con la crítica social, es particularmente notable en "El carretero" (Körkarlen) (1912), que cuenta la historia de un hombre que muere en la noche de Año Nuevo y debe manejar el carro de la Muerte durante todo el año siguiente. El cineasta sueco Victor Sjöström hizo en 1921 una adaptación cinematográfica de la novela, que sigue siendo considerada una de las mejores películas de esa nacionalidad de todos los tiempos.

### Académica
Durante la Primera Guerra Mundial fue nombrada miembro de la Academia Sueca. Las tareas propias de ese cargo la privaron de tiempo para escribir, por lo que su producción durante ese período es escasa: "El Emperador de Portugalia" (Kejsarn av Portugallien) (1914), una historia fantástica sobre mentiras y verdades, considerada por la crítica como su última gran obra, y " Proscrito" (Bannlyst) (1918), novela pacifista al estilo del escritor estadounidense Dalton Trumbo que señala descarnadamente las miserias de la guerra.
Feminista convencida, Lagerlöf dedicó gran parte de la década de 1920 a luchar por los derechos de la mujer, en un país pionero en esos asuntos.

### Trilogía, biografía, autobiografía
Durante este período, la literata escribió multitud de relatos breves y su aclamada trilogía compuesta por las novelas " El anillo de los Löwensköld" (Löwensköldska ringen) (1925), Charlotte Löwensköld (1925) y Anna Svärd (1928), así como una biografía del escritor finés Zacarías Topelius.
La autobiografía de Selma Lagerlöf, en varios voluminosos tomos, se publicó a fines de esa década y fue tan popular que llegó a vender cientos de miles de ejemplares durante los diez años siguientes.

### Sus relatos breves
El cuento es, en Selma Lagerlöf, el resultado de una inteligente fusión entre los cuentos de hadas escandinavos y los relatos sobrenaturales victorianos.
"La anciana Agneta" (Gamla Agneta), por ejemplo, narra la vida de una mujer sola en una granja ubicada al borde de un enorme glaciar. Atormentada por la soledad, comienza a hablar consigo misma, se deprime y termina pensando en el suicidio como un medio de aliviar su sufrimiento. Sin embargo, un día llega un monje que le hace ver que lo que ella tomaba por la niebla de las montañas está constituida, en realidad, por las almas de los muertos que se sienten más solos y abandonados que ella. La mujer enciende velas para atraer a los fantasmas, que se regocijan en la luz y el calor y la recién descubierta compañía. Cuando finalmente la anciana muere, los fantasmas iluminan, en su homenaje, toda la montaña con pequeñas llamas como las que ella encendía para ellos.

### Otra vez la guerra
La persecución nazi contra los intelectuales alemanes fue terrible, y Selma Lagerlöf ocupó los últimos años de su vida en ayudar a los escritores y pensadores a esconderse, salir del país y luchar contra la dictadura alemana que oprimía a Europa. 
Así consiguió, por ejemplo, un visado oficial sueco para la poetisa alemana judía Nelly Sachs, destinada por los nazis a un campo de exterminio alemán nazi, salvándola de esta desgracia.
Cuando Finlandia debió enfrentar la agresión soviética en la llamada Guerra de Invierno, la escritora donó su medalla de oro del Premio Nobel para ser subastada con destino a juntar fondos para la Resistencia finlandesa.

### Últimos días
En medio del trabajo y el esfuerzo que le costaba ayudar a los refugiados fineses, agobiados por un largo bloqueo militar soviético, la laureada artista sufrió un ataque cardíaco masivo que la llevó a la muerte en su aldea el 16 de marzo de 1940 a los 81 años de edad.

## Homenajes
Existe un importantísimo premio literario sueco (que entrega anualmente la suma de 100.000 coronas) con el nombre de "Premio Literario Selma Lagerlöf" (Selma Lagerlöfs litteraturpris) 
En la ciudad de Sunne, donde vivió, hay dos hoteles que también llevan su nombre. La casa de Selma es un visitado museo dedicado a su memoria.
Desde 1991 el gobierno sueco la ha homenajeado poniendo su rostro en el billete de 20 coronas, válido entre 1997 y 2016, mientras que la Academia Sueca ha emitido varias series de sellos postales con su efigie.

## Obras principales
- 1891,  Gösta Berlings Saga (La saga de Gösta Berling, novela)
- 1894, Osynliga Länkar  (Lazos invisibles, cuentos)
- 1895,  Ett äfventyr i Vineta (Una aventura en Vineta, novela)
- 1897,  Antikrists mirakler  (Los milagros del Anticristo, novela)
- 1899, En Herrgårdssägen (Cuento de una casa solariega, novela)
- 1899, Drottningar i Kungahälla (Reinas en Kungahälla, cuentos)
- 1901, Jerusalem: I Dalarne (Jerusalén: En Dalecarlia, Tomo I, novela)
- 1902, Jerusalem: I Heliga Landet (Jerusalén: En Tierra Santa, Tomo II, novela)
- 1904, Herr Arnes penningar (El dinero del señor Arne, traducida como El Tesoro, traducida en 1997 por Miguel Benito con el título Las monedas de Don Arne, novela)
- 1904,  Kristuslegender (Leyendas de Cristo, cuentos)
- 1906, Nils Holgerssons underbara resa genom Sverige. Första delen. (El maravilloso viaje de Nils Holgersson a través de Suecia. Primera parte, traducida como El maravilloso viaje de Nils Holgersson)
- 1907 Nils Holgerssons underbara resa genom Sverige. Andra delen. (íd. Segunda parte)
- 1907 Tösen från Stormyrtorpet (La Muchacha de la finca Turbagrande, traducida como La muchacha de Marsh Croft, cuento)
- 1908 En saga om en saga och andra sagor' (Un cuento sobre un cuento y otros cuentos, cuentos)
- 1911 Liljecronas hem' (El hogar de los Liljecrona, novela)
- 1911 Hem och stat (Hogar y Estado, discurso por el derecho al sufragio femenino)
- 1914, Stenen i sjön Rottnen (La Piedra en el lago Rottnen, cuento)
- 1914, Kejsaren av Portugallien. En Värmlandsberättelse (El emperador de Portugalia. Un relato de Värmland, novela)
- 1914,  Dunungen (El Gansito, obra de teatro basada en un cuento incluido en su obra Lazos Invisibles de 1894)
- 1915, Troll och människor. Del I (Duendes y Mortales, Tomo I, cuentos)
- 1918, Bannlyst (El proscrito, novela)
- 1918, Kavaljersnoveller (Novelas de un galán, novela)
- 1920, Zachris Topelius. Utveckling och mognad. (Zachris Topelius. Evolución y madurez, biografía del poeta finés homónimo)
- 1921, Körkarlen (El Carretero, traducida como El carro fantasma, o en México como El carretero de la muerte, novela)
- 1921, Troll och människor. Del II (Duendes y Mortales, Tomo II, cuentos)
- 1922, Legender i urval (Leyendas escogidas, cuentos)
- 1922, Mårbacka (traducida como Mårbacka: historia de una heredad, Trilogía Mårbacka, Tomo I, memorias)
- 1925, Löwensköldska ringen (El anillo de los Löwensköld, traducida como El anillo del general,  Trilogía Löwensköld, Tomo I, novela)
- 1925,  Charlotte Löwensköld (Trilogía Löwensköld, Tomo II, novela)
- 1928, Anna Svärd. (Trilogía Löwensköld,  Tomo III, novela)
- 1929, En Herrgårdssägen,(obra de teatro basada en su novela homónima de 1899)
- 1930, Mårbacka. Ett barns memoarer. (Recuerdos de una niña, Trilogía Mårbacka, Tomo II,  memorias)
- 1932, Mårbacka. Dagbok för Selma Ottilia Lovisa Lagerlöf. (Diario de vida por Selma Ottilia Lovisa Lagerlöf, Trilogía Mårbacka, Tomo III, memorias)
- 1933, Höst.Berättelser och tal. (Otoño. Relatos y discursos, traducida como La Cosecha, cuentos)
- 1933, Skrifter (Escritos, 12 volúmenes)
- 1933, Skriften på jordgolvet. (El escrito en piso de tierra, escritos a beneficio de intelectuales alemanes judíos exiliados)
- 1938, Den heliga natten och andra julberättelser (La Nochebuena y otros cuentos de Navidad, cuentos)

## Obras llevadas al cine
- 1917, Tösen från Stormyrtorpet, dirigida por Victor Sjöström. Otra versión, en 1947 dirigida por Gustaf Edgren. Existen también 2 versiones alemanas (1935 y 1958), una de Turquía (1935), Finlandia (1940) y Dinamarca (1952) respectivamente.
- 1919, Herr Arnes penningar, dirigida por Mauritz Stiller.
- 1921, Körkarlen, dirigida por Victor Sjöström. Una versión francesa (1939).
- 1924, Gösta Berling saga, dirigida por Mauritz Stiller, interpretada por Greta Garbo.
- 1925, Kejsaren av Portugallien. Dirigida por Victor Sjöström, filmada en Hollywood con el título The tower of lies, e interpretada por Lon Chaney. Dos versiones suecas, una dirigida por Gustaf Molander (1944) y otra dirigida por Lars Molin (1992).
- 1930, Charlotte Löwensköld, dirigida por Gustaf Molander. Otra versión, en 1979 dirigida por Jackie Söderman. También dirigió una miniserie para TV en 1981, titulada Charlotte Löwensköld y Anna Svärd.
- 1962, Nils Holgerssons underbara resa genom Sverige, dirigida por Kenne Fant.
- 1995, Jerusalem, dirigida por Bille August, interpretada por Max von Sydow y Olympia Dukakis. También una miniserie para TV en 3 capítulos.